# Trận Shiroyama
Trận Shiroyama (城山の戦い (Thành Sơn chiến)) diễn ra vào 24 tháng 9 năm 1877 tại Kagoshima, đế quốc Nhật Bản. Lục quân Đế quốc Nhật Bản trong trận đánh đẫm máu này đã đại thắng quân nổi dậy samurai ở phiên Satsuma Trận này đã đánh dấu chấm hết cuộc chiến tranh Tây Nam, cuộc chống trả cuối cùng của tầng lớp võ sĩ samurai trong lịch sử Nhật Bản.

## Tóm tắt
Sau thất bại trong cuộc vây hãm thành Kumamoto và trong những trận khác ở trung tâm đảo Kyūshū, những người samurai trung thành với Saigō Takamori rút lui về Satsuma. Ngày 1 tháng 9 năm 1877 lực lượng của Saigo tiến đến đóng quân tại ngọn đồi Shiroyama (Thành Sơn), một vị trí có thể nhìn xuống Kuroyama.
Lục quân Đế quốc Nhật Bản dưới sự chỉ huy của Tướng Yamagata Aritomo và thủy quân lục chiến dưới sự chỉ huy của Đô đốc Kawamura Sumiyoshi đến nơi này ngay sau đó và tiến hành bao vậy lực lượng của Saigō. Về phía Saigō Takamoei, do các binh sĩ bị thương vong và đầu hàng quá nhiều sau những trận chiến trước đó, ông chỉ còn 300-400 người võ sĩ, một con số quá nhỏ so với đội quân 2 vạn người đã bao vây thành Kumamoto 6 tuần trước.
Với 30 vạn quân, Yamagata có quân số gấp ít nhất là 750 lần so với quân số của Saigō. Tuy vậy, trong quá khứ đã vượt trội hơn, lần này Yamagata quyết tâm không để ra một sơ sót nào. Quân đội dành vài ngày xây dựng một hệ thống phức tạp các đường hào, tường và chướng ngại vật để ngăn cản mọi cuộc phá vây. Các khẩu hải pháo trên năm tàu chiến tại cảng Kagoshima cũng hòa tiếng cùng với pháo binh của Yamagata trong một nỗ lực hủy diệt một cách có hệ thống những vị trí chốt giữ của quân Saigō. Hơn 7 nghìn viên đạn đại bác được sử dụng để oanh tạc các phòng tuyến của các võ sĩ trên đồi Shiroyama.
Saigō tổ chức phòng ngự vị trí của mình với sự hỗ trợ hạn chế của súng hỏa mai và không có đại bác. Các samurai của Saigo còn buộc phải nấu chảy tượng Phật trộm được và luyện thành những viên đạn thép. Yamagata gửi một bức thư cho Saigō, kêu gọi ông đầu hàng, nhưng danh dự của người võ sĩ không cho phép ông làm như vậy.

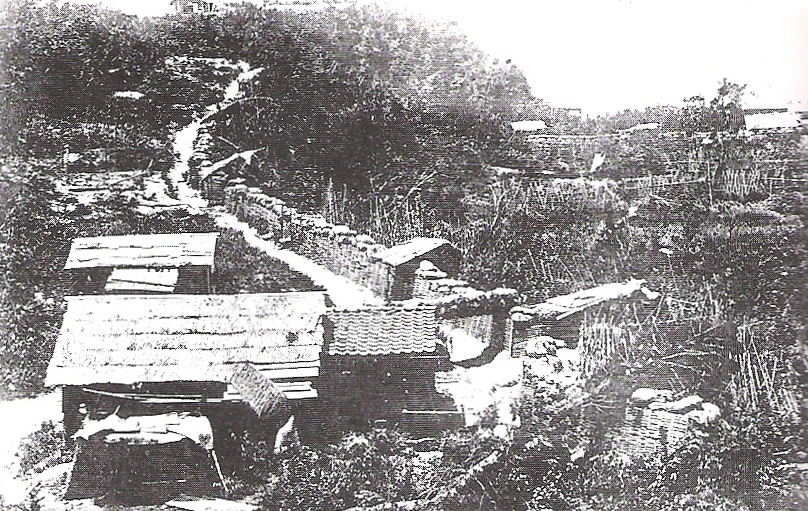
Công sự Lục quân Đế quốc Nhật Bản bao quanh Shiroyam, ảnh năm 1877.

Kế hoạch của Yamagata là đột kích lên vị trí của Saigo Takamori từ mọi hướng. Các đơn vị bị cấm tự ý tấn công nếu không nhận được lệnh từ cấp trên. Nếu một đơn vị rút lui khi có quân địch đuổi theo, các đơn vị bên cạnh phải bắn bừa bãi vào khu vực đó, giết cả quân mình nếu cần thiết, không để cho quân của Saigō chạy thoát.
Sau khi pháo binh cày xới đêm ngày 24 tháng 9, quân đội triều đình tràn lên núi sáng sớm hôm sau. Các samurai của Saigo xông lên tấn công hàng ngũ quân triều đình - vốn không được huấn luyện cận chiến bằng kiếm - dưới làn đạn lửa. Chỉ trong vài phút, hàng ngũ biến thành đống hỗn loạn. Với khả năng kiếm thuật vượt trội, rõ ràng trong việc cận chiến thì những người samurari chiếm ưu thế so với quân đội triều đình vốn hầu như không có sự huấn luyện cổ điển nào cả. Đội quân của Saigō Takamori nắm thế chủ động trong một thời gian ngắn, nhưng bị đánh bật lại vì số lượng quân Triều đình quá đông. Cho đến 6 giờ sáng, Saigō Takamori chỉ còn 40 chiến binh, bản thân ông cũng bị thương ở động mạch đùi và dạ dày. Mất máu nhanh, ông tìm kiếm một nơi phù hợp để chết. Một trong những thuộc hạ trung thành nhất của ông, Beppu Shinsuke, mang ông xuống đồi thấp hơn một chút trên vai mình. Truyền thuyết nói rằng Beppu đã đóng vai một kaishakunin (giới thác nhân) và giúp Saigo mổ bụng tự sát (seppuku) trước khi ông bị bắt. Tuy vậy, nhưng bằng chứng khác lại mâu thuẫn với việc này, khẳng định rằng Saigo thực ra đã chết vì bị đạn bắn và sau đó Beppu cắt đầu của Saigo để bảo toàn danh dự của ông.
Sau cái chết của Saigō Takamori và Beppu, các samurai cuối cùng rút kiếm và từ trên đồi xông thẳng đến các vị trí của quân triều đình cho đến khi người cuối cùng gục ngã vì đạn súng máy Gatling. Cuộc chiến tranh Tây Nam chấm dứt với thắng lợi của Triều đình sau khi lực lượng của Saigō Takamori bị tiêu diệt trong trận này.
Ngày 22 tháng 2 năm 1889, Thiên hoàng Minh Trị tuyên bố tha thứ cho Saigō Takamori. Một bức tượng được dựng lên ở Công viên trung tâm Kagoshima để tưởng nhớ đến ông.
Trận đánh này truyền cảm hứng cho những cảnh cuối cùng của bộ phim, Võ sĩ đạo cuối cùng, trong đó sứ quân Katsumoto là hiện thân của Saigō Takamori.

### Sách
- Buck, James Harold (1979). Satsuma Rebellion: An Episode of Modern Japanese History. University Publications of America. ISBN 0-89093-259-X.
- Keane, Donald (2005). Emperor Of Japan: Meiji And His World, 1852-1912. Columbia University Press. ISBN 0-231-12341-8.
- Mounsley, Augustus H (1979). Satsuma Rebellion: An Episode of Modern Japanese History. University Publications of America. ISBN 0-89093-259-X.
- Sir Robert Kennaway Douglas, Joseph Henry Longford, Europe and the Far East, 1506-1912, G. P. Putnam's Sons, 1913.
- Ravina, Mark (2004). The Last Samurai: The Life and Battles of Saigō Takamori. Wiley. ISBN 0-471-08970-2.